# Região Metropolitana de Curitiba
A Região Metropolitana de Curitiba, também conhecida como Grande Curitiba, reúne 29 municípios do estado do Paraná em relativo processo de conurbação. O termo refere-se à extensão da capital paranaense, formando com seus municípios lindeiros (ou próximos) uma mancha urbana contínua.
Estimativas de 2021 do IBGE apontam que a Região Metropolitana de Curitiba totaliza 3 731 769 habitantes, sendo a segunda mais populosa do sul do país e a nona do Brasil. É também a 118ª maior área metropolitana do mundo, segundo projeções para 2008.
De acordo com pesquisa da revista América Economia, publicada na edição especial Cidades 2006, que tem como título "A Cidade Inovadora", Curitiba obteve a quinta colocação no ranking das melhores cidades para se investir no continente, à frente de importantes capitais como Cidade do México, Buenos Aires e Brasília. A matéria levou em conta os principais polos econômicos latino-americanos ou aqueles com maior relevância para os negócios. À frente da capital paranaense estão apenas São Paulo, primeiro lugar no ranking, Santiago, no Chile; Monterrey, no México; e Miami, nos Estados Unidos.
Com um parque industrial de 43 milhões de metros quadrados, a região metropolitana de Curitiba já atraiu grandes empresas como Audi, VW, Nissan, Renault, New Holland, Volvo, ExxonMobil, Sadia, Kraft Foods, Siemens, CSN, Gerdau, Petrobras e HSBC.

## História

### Limites geográficos iniciais

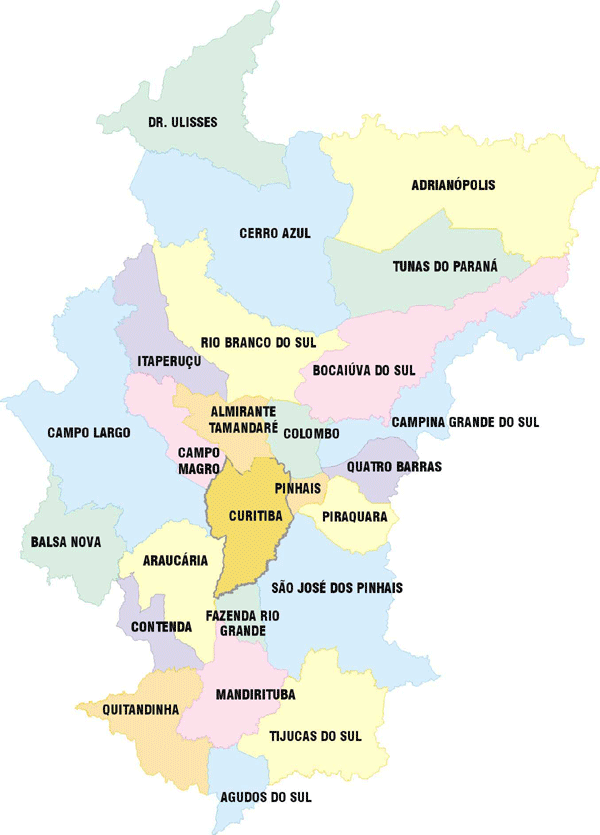
Localização dos municípios no mapa da Região Metropolitana de Curitiba (até o ano de 2001).

A configuração inicial da Região Metropolitana de Curitiba (RMC), quando da sua criação em 1973, compreendia 14 municípios: Curitiba, Almirante Tamandaré, Araucária, Balsa Nova, Bocaiúva do Sul, Campina Grande do Sul, Campo Largo, Colombo, Contenda, Mandirituba, Piraquara, Quatro Barras, Rio Branco do Sul e São José dos Pinhais. Tal configuração se manteve até a década de 1990, quando começam a ocorrer os primeiros desmembramentos de municípios metropolitanos: em 1990 Fazenda Rio Grande é desmembrado de Mandirituba, Tunas do Paraná é desmembrado de Bocaiúva do Sul e Itaperuçu é desmembrado de Rio Branco do Sul; 1992, Pinhais é desmembrado de Piraquara.

### Mudanças territoriais
Os limites do território metropolitano começaram a ser alterados em 1994, quando foram incluídos os municípios de Cerro Azul, Doutor Ulysses (desmembrado de Cerro Azul em 1990), Quitandinha (desmembrado de Contenda e de Rio Negro em 1961), e Tijucas do Sul.
Em 1995 há mais uma expansão, anexação de Adrianópolis (desmembrado 1960 de Bocaiúva do Sul). Neste mesmo ano Campo Magro é desmembrado de Almirante Tamandaré. A inclusão de Agudos do Sul (desmembrado de Tijucas do Sul em 1960) marca a última alteração da década de 90. O território permanece com 25 municípios até a inserção da Lapa, em 2002.
Em 2008 o município de Piên foi incluído na RMC via projeto aprovado na Assembleia Legislativa. Contudo, a proposta aprovada ainda precisava ser sancionada pelo governo do estado.
Em 2011 os municípios de Campo do Tenente, Piên e Rio Negro passam a integrar a Região Metropolitana de Curitiba.

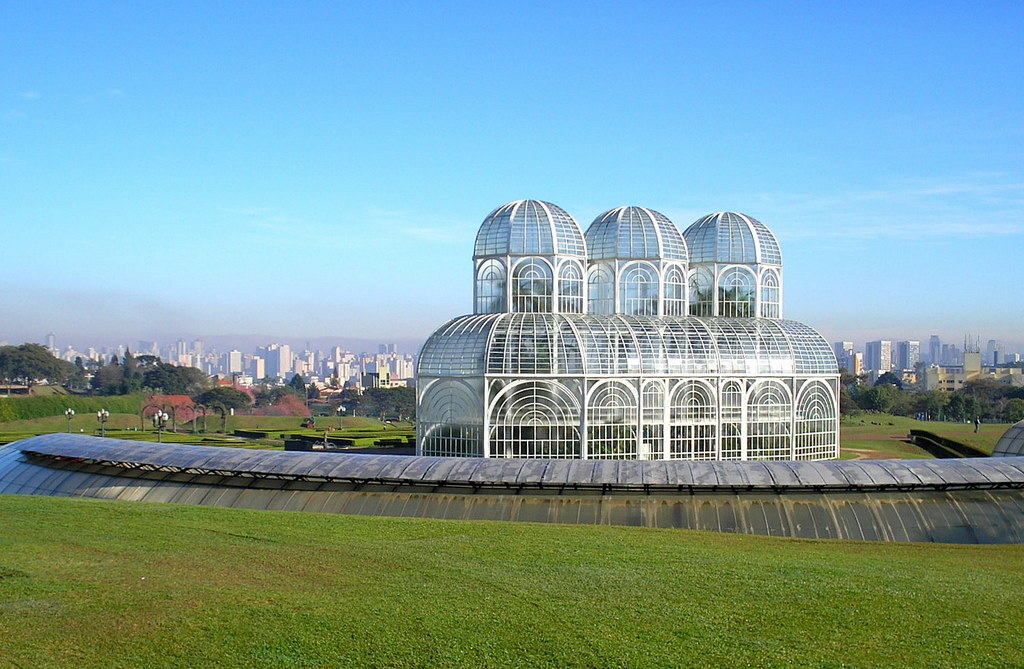
Curitiba, sede e maior cidade da região metropolitana.

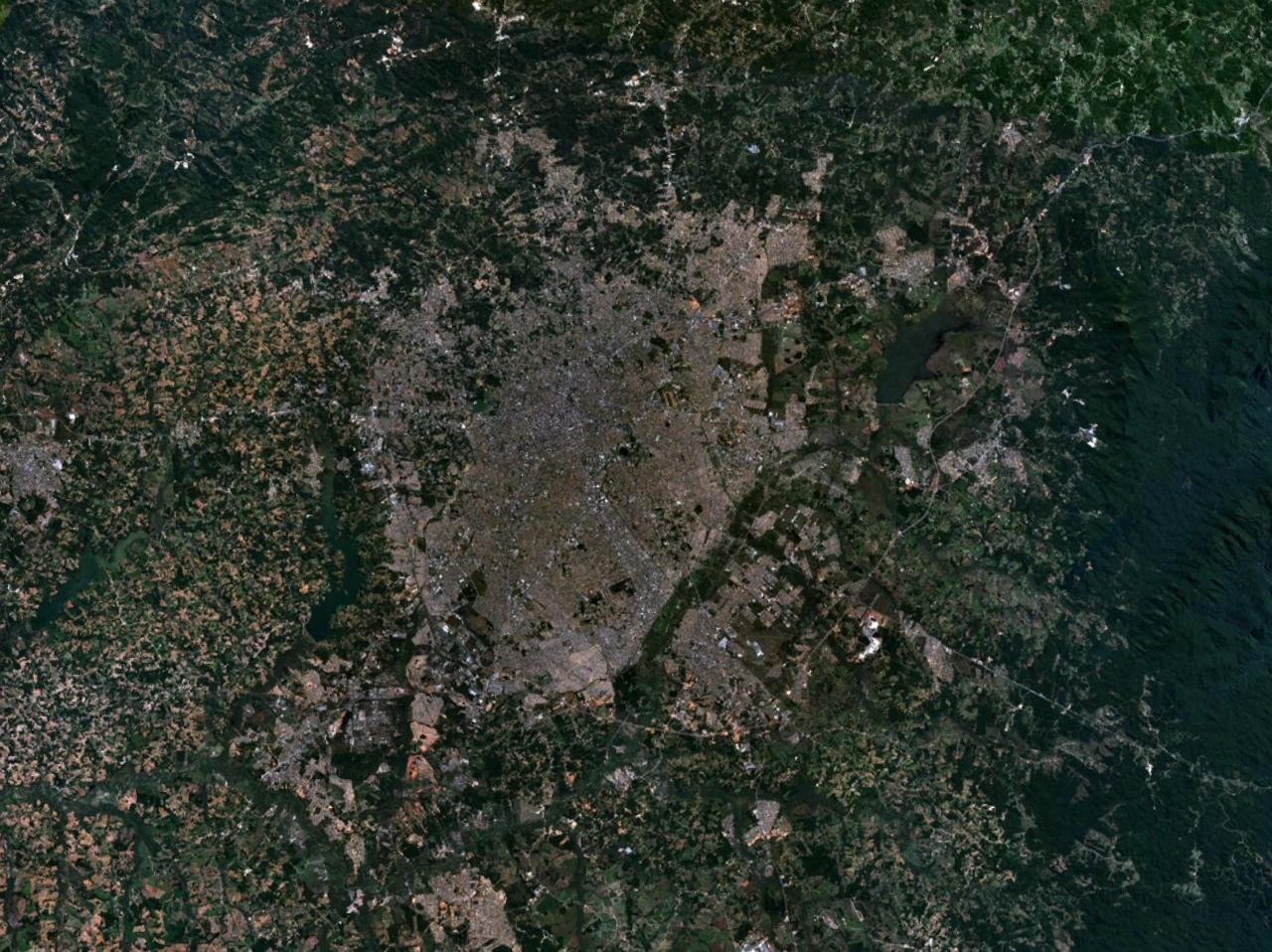
A Grande Curitiba vista do espaço.

## Integração

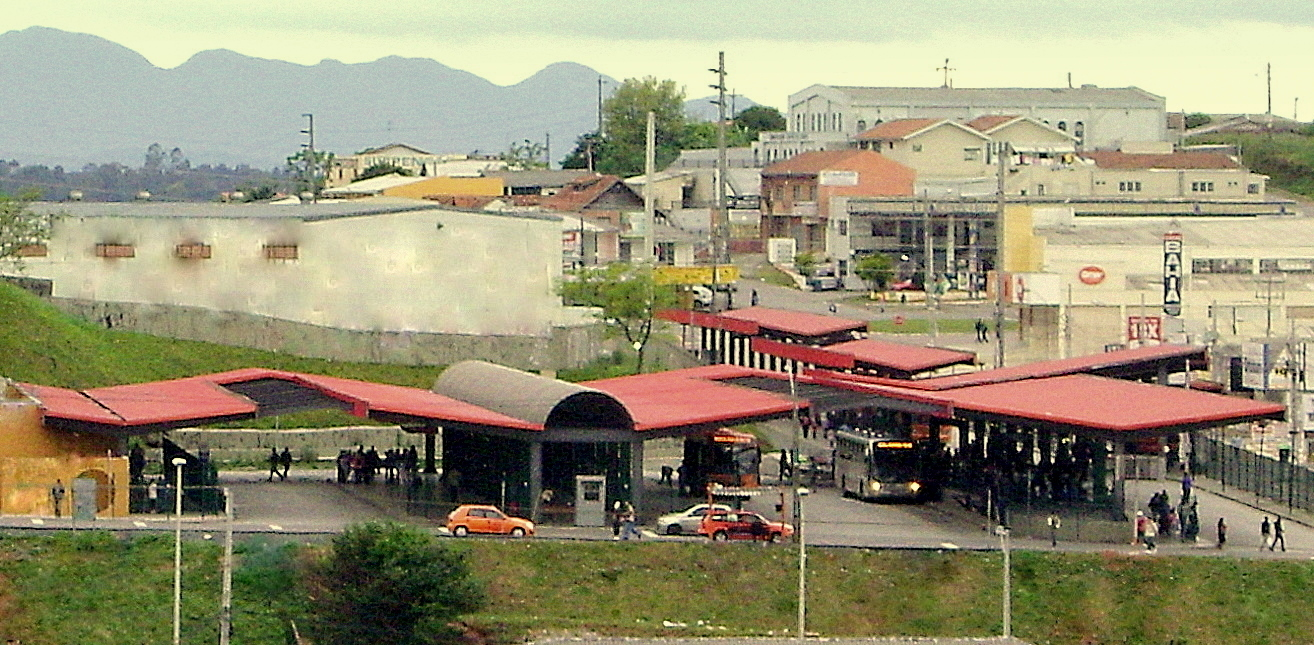
O Terminal do Maracanã, em Colombo é um dos mais movimentados da região metropolitana de Curitiba.

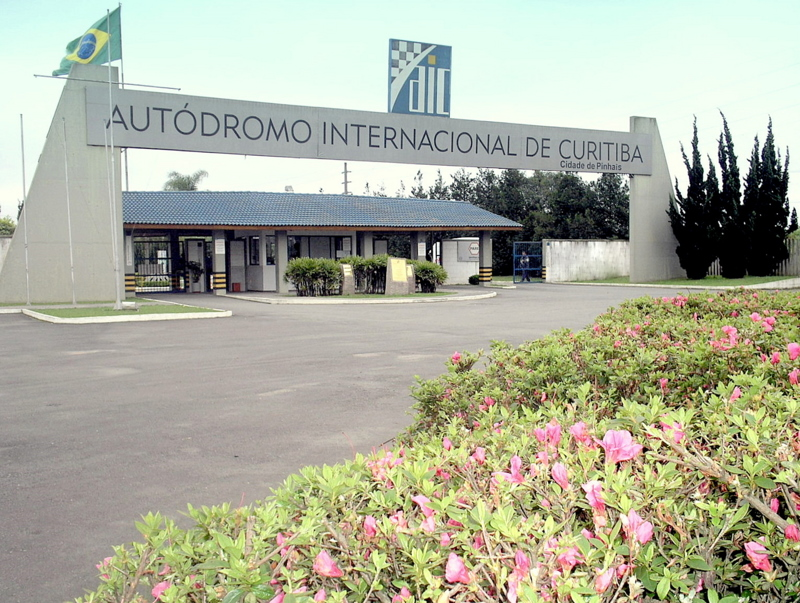
O Autódromo Internacional de Curitiba está situado no município vizinho de Pinhais.

A criação de uma entidade pública para tratar de questões de interesse comum RMC ocorreu em 1974, com a chamada Coordenação da Região Metropolitana de Curitiba, a COMEC. Tal secretaria visa a formulação e execução de políticas públicas ligadas aos interesses metropolitanos dos municípios (atualmente se chama AMEP)
Atualmente 14 municípios fazem parte da Rede Integrada de Transporte (RIT), e estima-se que cerca de 500 mil pessoas são transportadas diariamente de Curitiba para as cidades vizinhas (e vice-versa).
Cabe citar que o Aeroporto Internacional Afonso Pena e o Autódromo Internacional de Curitiba não se localizam dentro do território da capital, mas sim em cidades da Grande Curitiba (São José dos Pinhais e Pinhais, respectivamente).
Outras questões urbanas são pensadas em conjunto, como o abastecimento de água da região (fornecida em grande parte pelo município de Piraquara), além de assuntos como o lixo, cuidados ambientais e atendimento social. O município de Araucária possui o próprio sistema integrado de transporte urbano, denominado como Transporte Integrado de Araucária (conhecido pela sigla TRIAR), cuja integração com a capital é atualmente administrada pela AMEP.

## Panorama
A RMC recebe inúmeras críticas por não integrar de maneira uniforme todos os municípios que a compõe; considerada uma das maiores regiões metropolitanas do Brasil em área. Seu território possui divisa com os estados de São Paulo e Santa Catarina. Além disto, boa parte dos municípios são considerados pouco integrados com a RMC.

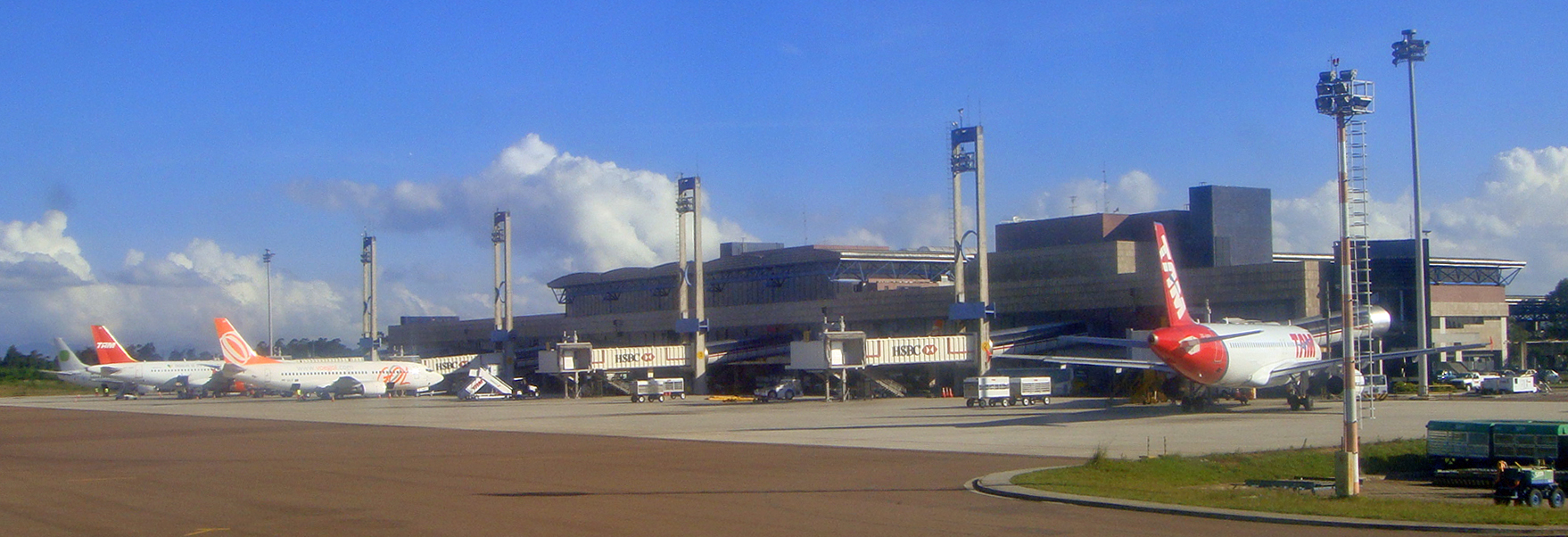
O Aeroporto Internacional Afonso Pena, em São José dos Pinhais, integra a Grande Curitiba com cidades do Brasil e do mundo.

Contudo, muitos avanços são citados, como a Rede Integrada de Transporte entre vários municípios, bem como maior afinco com relação a elaboração dos Planos Diretores de tais cidades. Ademais, segundo dados do Atlas de Desenvolvimento Humano no Brasil (2003), a RMC tem o quarto maior IDH Municipal entre 20 regiões metropolitanas nacionais. Segundo o IPARDES, em 2000 41,8% do PIB do estado foi gerado na região.
A RMC concentra 27% da população do estado; segundo o IBGE, a taxa anual de crescimento é de 3,02% — superior à média de 1,53%/ano verificada nos demais centros urbanos nacionais. A capital sedia e mantém as principais funções do governo estadual por meio da estrutura física e política dos poderes executivo, legislativo e judiciário, além de reunir os principais espaços educacionais, comerciais e culturais, o que, somado às condições de maior renda e escolaridade, e a localização do polo industrial, colocam a Região Metropolitana de Curitiba em posição de relevância no contexto estadual e nacional.

## Economia
A Grande Curitiba é o principal e mais desenvolvido centro econômico e financeiro do estado do Paraná (sendo responsável por cerca de 40% do PIB do estado), e a quarta aglomeração urbana com maior produto metropolitano bruto (PMB) do país.
A região conta com o trabalho de exportação das 90 fábricas instaladas no bairro Cidade Industrial e das duas grandes indústrias automobilísticas que estão localizadas na Grande Curitiba, como Renault e Volkswagen. Ademais, foi eleita várias vezes como "A Melhor Cidade Brasileira Para Negócios", segundo ranking elaborado pela revista Exame, em parceria com a consultoria Simonsen & Associados.
As atividades econômicas dos demais municípios da RMC são bastante diversificadas; enquanto algumas cidades ainda baseiam sua economia nas atividades do setor primário com técnicas pouco desenvolvidas de produção, outras experimental acentuado índice de industrialização nas últimas décadas. Paralelamente, muitos municípios caracterizam-se como cidades-dormitório, o que engessa o desenvolvimento do setor secundário e terciário da cidade. Como alternativa, nas últimas décadas muitos desses municípios — que no passado eram colônias de imigrantes europeus — têm apostado no turismo rural.
Além de São José dos Pinhais, outra cidade bastante industrializada da região é Araucária, sede da REPAR (Refinaria Presidente Getúlio Vargas), da Petrobras, que produz cerca de 12% de todo o petróleo nacional, sendo a 5ª maior refinaria do país e a maior empresa da Região Sul.

## Municípios

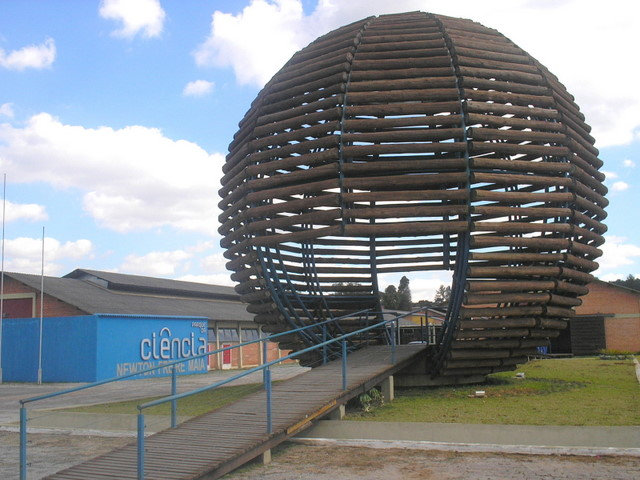
O Parque da Ciência Newton Freire Maia localiza-se em Pinhais, na fronteira com os municípios de Colombo e Quatro Barras.

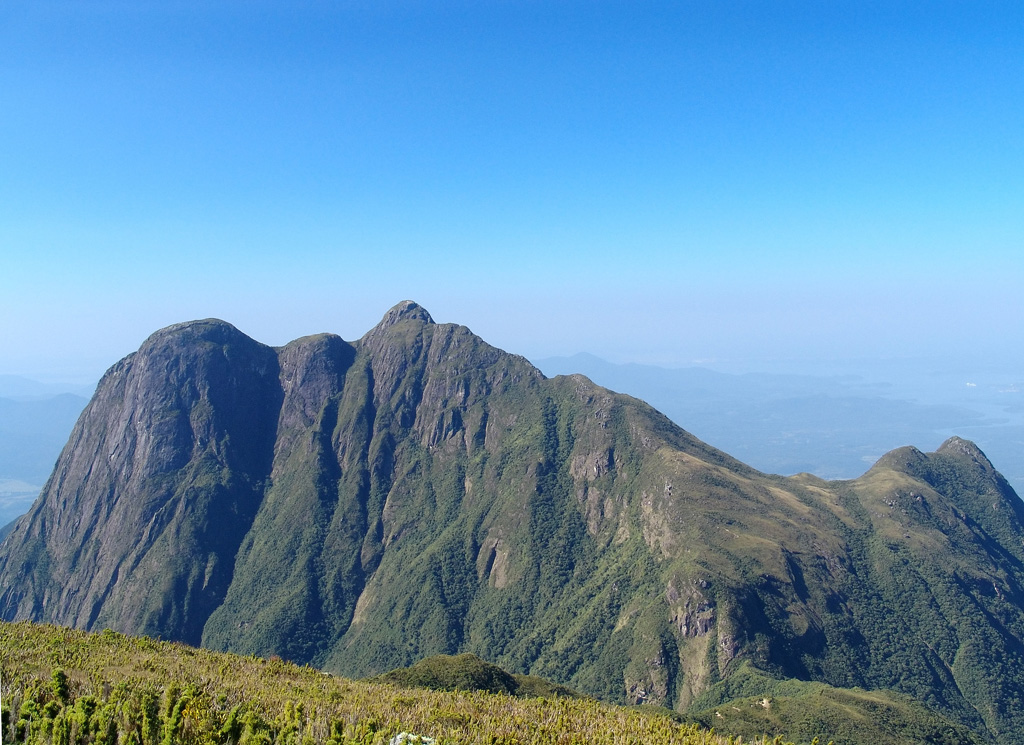
Vista do Pico Paraná, o ponto mais alto da região sul do país, localizado em Campina Grande do Sul.

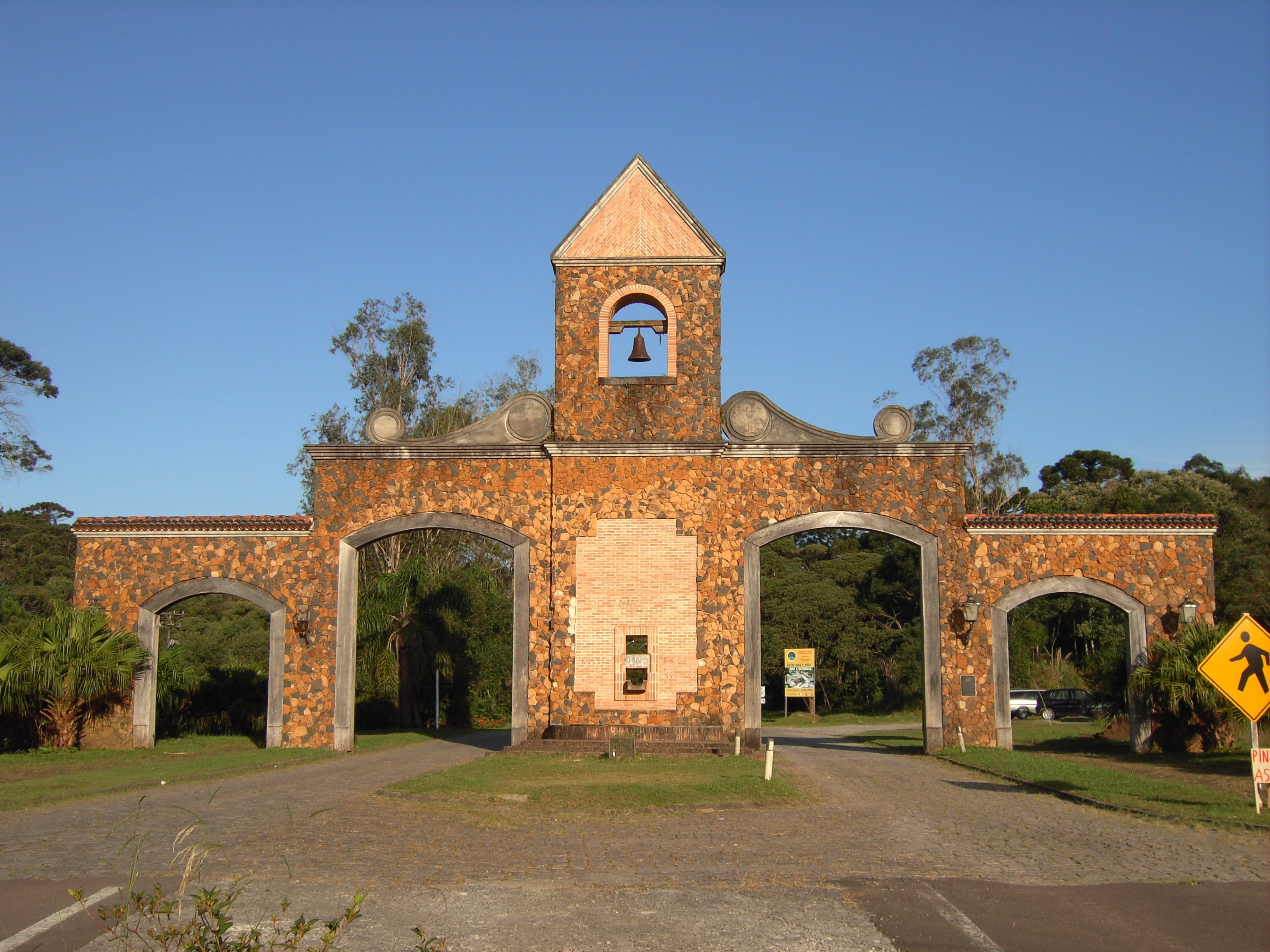
Portal da Estrada da Graciosa em Quatro Barras, antiga rota dos tropeiros em direção ao litoral do Estado, que atravessa a Serra do Mar no trecho mais preservado de Mata Atlântica do país.

Criada pela Lei Complementar Federal n.º 14/73, a Grande Curitiba é composta atualmente por 29 municípios:
| Município             | Legislação                | Área (km²) | População (2018) | IDH              | PIB em mil R$ (2013) |
| --------------------- | ------------------------- | ---------- | ---------------- | ---------------- | -------------------- |
| Adrianópolis          | Lei Est. nº 11.096/95     | 1.349,338  | 5.983            | 0,701 médio      | 105.901              |
| Agudos do Sul         | Lei Est. nº 12.125/98     | 192,228    | 9.269            | 0,660 médio      | 119.464              |
| Almirante Tamandaré   | Lei Compl. Fed. nº 14/73  | 195,145    | 117.168          | 0,699 médio      | 1.106.562            |
| Araucária             | Lei Compl. Fed. nº 14/73  | 469,166    | 141.410          | 0,740 alto       | 7.360.425            |
| Balsa Nova            | Lei Compl. Fed. nº 14/73  | 396,914    | 12.787           | 0,696 médio      | 555.836              |
| Bocaiúva do Sul       | Lei Compl. Fed. nº 14/73  | 826,344    | 12.755           | 0,640 médio      | 153.199              |
| Campina Grande do Sul | Lei Compl. Fed. nº 14/73  | 539,861    | 42.880           | 0,718 alto       | 987.480              |
| Campo do Tenente      | Lei Compl. Est. nº 139/11 | 304,489    | 7.894            | 0,686 médio      | 153.896              |
| Campo Largo           | Lei Compl. Fed. nº 14/73  | 1.249,422  | 130.091          | 0,745 alto       | 3.482.715            |
| Campo Magro           | Lei Est. nº 11.096/95     | 275,466    | 28.885           | 0,701 alto       | 279.062              |
| Cerro Azul            | Lei Est. nº 11.027/94     | 1.341,187  | 17.725           | 0,573 baixo      | 204.174              |
| Colombo               | Lei Compl. Fed. nº 14/73  | 198,007    | 240.840          | 0,733 alto       | 3.796.353            |
| Contenda              | Lei Compl. Fed. nº 14/73  | 299,037    | 18.326           | 0,681 médio      | 244.204              |
| Curitiba              | Lei Compl. Fed. nº 14/73  | 434,967    | 1.917.185        | 0,823 muito alto | 79.383.343           |
| Doutor Ulysses        | Lei Est. nº 11.027/94     | 781,447    | 5.609            | 0,546 baixo      | 53.677               |
| Fazenda Rio Grande    | Lei Est. nº 11.027/94     | 116,676    | 98.368           | 0,720 alto       | 1.330.723            |
| Itaperuçu             | Lei Est. nº 11.027/94     | 312,382    | 28.187           | 0,637 médio      | 416.764              |
| Lapa                  | Lei Est. nº 13.512/02     | 2.045,893  | 47.909           | 0,706 alto       | 1.157.893            |
| Mandirituba           | Lei Compl. Fed. nº 14/73  | 379,179    | 26.411           | 0,655 médio      | 507.614              |
| Piên                  | Lei Compl. Est. nº 139/11 | 254,903    | 12.606           | 0,694 médio      | 587.940              |
| Pinhais               | Lei Est. nº 11.027/94     | 61,007     | 130.789          | 0,751 alto       | 4.947.752            |
| Piraquara             | Lei Compl. Fed. nº 14/73  | 227,560    | 111.052          | 0,700 alto       | 1.083.156            |
| Quatro Barras         | Lei Compl. Fed. nº 14/73  | 179,538    | 23.199           | 0,742 alto       | 1.548.781            |
| Quitandinha           | Lei Est. nº 11.027/94     | 447,023    | 18.873           | 0,680 médio      | 258.842              |
| Rio Branco do Sul     | Lei Compl. Fed. nº 14/73  | 814,361    | 32.273           | 0,679 médio      | 1.026.545            |
| Rio Negro             | Lei Compl. Est. nº 139/11 | 603,246    | 33.922           | 0,760 alto       | 858.233              |
| São José dos Pinhais  | Lei Compl. Fed. nº 14/73  | 945,717    | 317.476          | 0,758 alto       | 25.238.577           |
| Tijucas do Sul        | Lei Est. nº 11.027/94     | 672,197    | 16.646           | 0,636 médio      | 362.860              |
| Tunas do Paraná       | Lei Est. nº 11.027/94     | 668,481    | 8.509            | 0,611 médio      | 88.324               |
| Total                 |                           | 15.418,543 | 3.615.027        | 0,783 alto       | 134.769.406          |

## Áreas Metropolitanas
Para fins organizacionais ou mesmo de atuação de algumas Secretarias (como a de educação, por exemplo), a Grande Curitiba é informalmente dividida entre Área Metropolitana Norte e Área Metropolitana Sul, (excetuando a capital) a saber:
Municípios da Área NorteAdrianópolis, Almirante Tamandaré, Bocaiúva do Sul, Campina Grande do Sul, Campo Magro, Cerro Azul, Colombo, Dr. Ulysses, Itaperuçu, Pinhais, Piraquara, Quatro Barras, Rio Branco do Sul e Tunas do Paraná;
Municípios da Área SulAgudos do Sul, Araucária, Balsa Nova, Campo do Tenente, Campo Largo, Contenda, Fazenda Rio Grande, Lapa, Mandirituba, Piên, Quitandinha, Rio Negro, São José dos Pinhais e Tijucas do Sul.